# 간균과
간균과(桿菌科, Bacillaceae)는 간균목에 속하는 세균의 과이다. 종속 영양을 하는 막대 모양의 그람-양성균 박테리아로 내생포자를 형성한다. 이 과의 운동성 종들은 주모성 편모가 특징적이다. 간균과의 일부는 호기성 균인 반면에, 어떤 종들은 조건부 혐기성균 또는 절대 혐기성균이다. 대부분은 비병원성세균이지만, 간균속(Bacillus) 종들은 사람에게 병을 일으키는 것으로 알려져 있다.

## 그람염색 다양성 세포벽
필로바킬루스속(Filobacillus), 렌티바킬루스속(Lentibacillus) 그리고 할로바킬루스속(Halobacillus)과 같은 일부 간균과 종들은 그람-음성 또는 그람 다양성 염색균이지만, 일종의 그람양성 세포벽을 가지고 있는 것으로 알려져 있다.

## 명명
이 과에 속하는 속들은 흔히 "바킬리"(bacilli)으로 불린다. 그러나 이것은 간균강(Bacilli), 간균목(Bacillales), 간균과(Bacillaceae) 그리고 간균속(Bacillus)은 각각 다르기 때문에 잘못 부르는 용어이다.

## 하위 분류
- Alkalibacillus
- Amphibacillus
- Anoxybacillus
- 간균속 (Bacillus)
- Caldalkalibacillus
- Cerasibacillus
- Exiguobacterium
- 필로바킬루스속 (Filobacillus)
- Geobacillus
- Gracilibacillus
- Halalkalibacillus
- 할로바킬루스속 (Halobacillus)
- Halolactibacillus
- Jeotgalibacillus
- 렌티바킬루스속 (Lentibacillus)
- Lysinibacillus
- Marinibacillus
- Oceanobacillus
- Ornithinibacillus
- Paraliobacillus
- Paucisalibacillus
- Pelagibacillus
- Piscibacillus
- Pontibacillus
- Saccharococcus
- Salibacillus
- Salimicrobium
- Salinibacillus
- Salirhabdus
- Salsuginibacillus
- Tenuibacillus
- Terribacillus
- Thalassobacillus
- Ureibacillus
- Virgibacillus
- Vulcanibacillus